# Branches, Yonne
Branches là một xã của Pháp,tọa lạc ở tỉnh Yonne trong vùng Bourgogne.
Branches là một bộ phận của khu vực đô thị Auxerre, là một xã thành phần của Cộng đồng các xã Auxerrois. Branches có Sân bay Auxerre-Branches.

## Thông tin nhân khẩu
| Năm | 1962 | 1968 | 1975 | 1982 | 1990 | 1999 | 2007 |
| --- | ---- | ---- | ---- | ---- | ---- | ---- | ---- |
| Dân số | 198  | 221  | 294  | 321  | 336  | 394  | 465  |
| From the year 1962 on: No double counting—residents of multiple communes (e.g. students and military personnel) are counted only once. |      |      |      |      |      |      |      |

## Nhân vật nổi bật
Pichon Clément, Lozé Adrien